# Râul Batiste
Râul Batiste este un curs de apă, afluent al râului Pietrosu. 